# Acheulean

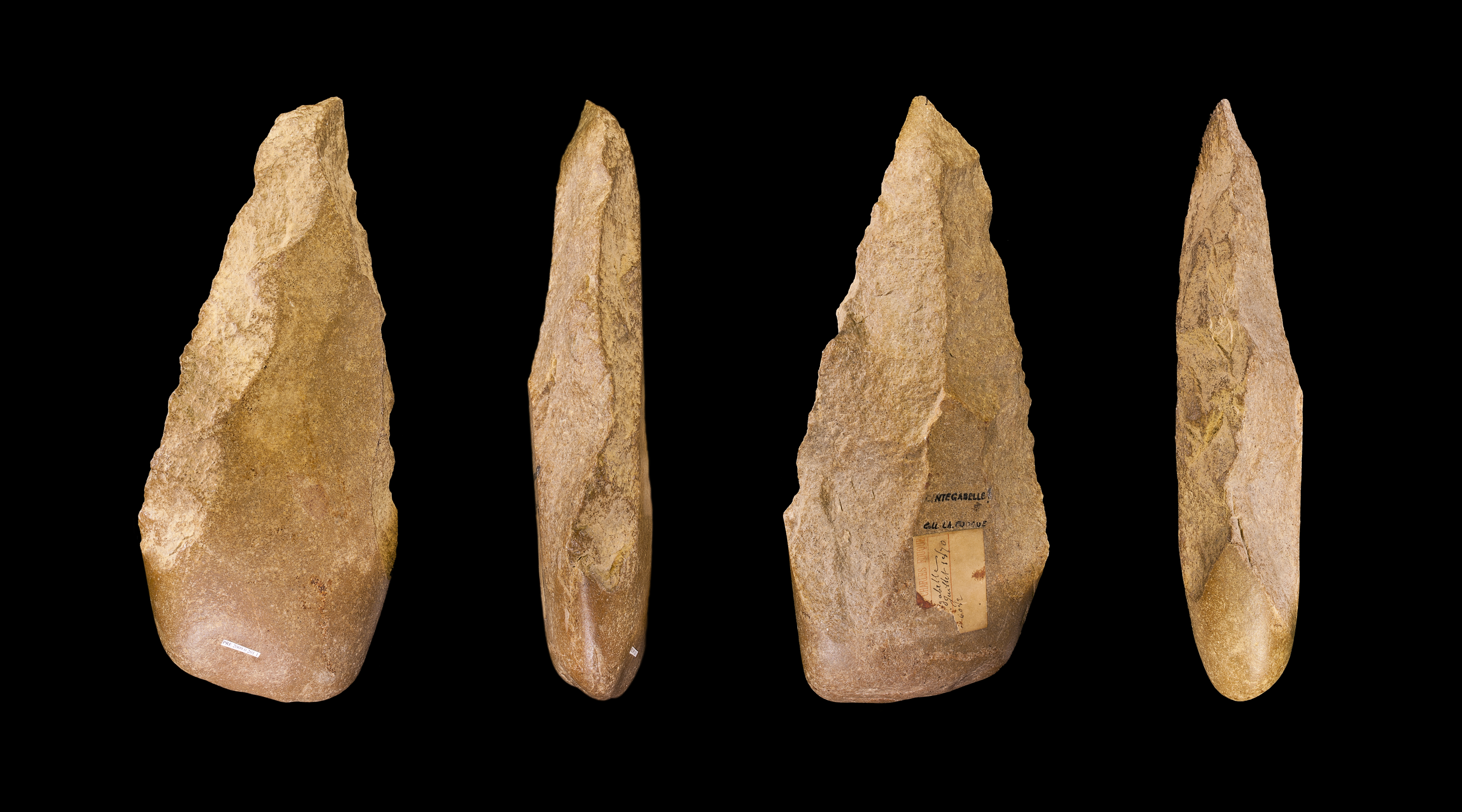
Topor de mână Acheulean din Franța

Acheulean este o cultură aparținând Paleoliticului inferior, denumită astfel după cartierul Saint-Acheul din estul orașului Amiens (Franța), unde au fost descoperite prima dată resturi arheologice și faunistice caracteristice.
Cultura acheuliană avea o industrie litică caracteristică. 

## Descoperirea
Denumirea dată acestei industrii paleolitice și culturi preistorice se datorează lui Gabriel de Mortillet care a descris-o prima dată în anul 1872 pe baza materialelor  pe care el și alți cercetători francezi înaintea sa le-au găsit la Saint-Acheul.

## Origine și răspândire
Perioada acheuliană este contemporană cu sfârșitul perioadei olduvaiene în Africa de est, unde a fost documentată 
1,760,000 ani înaintea timpurilor noastre în situl arheologic Kokiselei 4 , pe malurile lacului Turkana.
Ea a fost atestată apoi pe tot continentul african. Dintre foarte numeroasele situri din aceasta epocă pot fi menționate Olorgesailie, Kilombe, Isenya în Kenya,Olduvai în Tanzania, unde a fost prezentă începând de la 1,700,000 ani înaintea timpurilor noastre, Melka Kunture, Gadeb, în Etiopia, La Kamoa in R.D. Congo, Tighennif si Tabelbala-Tachenghit în Algeria. Cultura acheuliană s-a răspândit apoi în Orientul Apropiat, Asia și Europa. În India a fost prezentă începând de la 1,500,000 ani înaintea timpurilor noastre.
În Europa Acheulianul a succedat perioadei Chelleene sau Abbevilliene și a durat circa 300,000-500,000 ani
In unele regiuni, Perioada Acheuliană a cunoscut un stadiu final desemnat sub numele de Micoquin. In altele regiuni, trecerea de la Acheulian la Paleoliticul mijlociu a fost mai mult sau mai putin progresivă: dispariția bifacialelor, generalizarea tehnicii de cioplit Levallois, dezvoltarea și standardizarea uneltelor pe așchie.

## Caracteristici tehnice
Uneltele caracteristice perioadei acheuliene sunt bifacialele și toporașele:
- bifacialele sunt unelte mari, fasonate, cioplite progresiv pe amândouă fețele, pentru a deveni ascuțite la marginile apropiate de vârful lor.
- toporașele sunt unelte foarte deosebite, realizate pe așchii mari, retușate și având un tăiș brut foarte ascuțit la o extremitate. Fabricarea lor este considerată de anumiți autori ca fiind o trăsătură culturală esențială a perioadei acheuliene. Studiul răspândirii lor permite a urmări difuzarea culturii acheuliene din Africa și până în Europa.

Aceste unelte se asociază uneori așa numitelor Bolas preistorice și adesea, unor unelte mici retușate pe așchie, care s-au generalizat în Paleoliticul mijlociu,

## Tipurile de hominizi
Tipul de hominizi căruia i se datorează aceste unelte nu este știut cu certitudine. Pentru fazele timpurii în Africa, ar putea fi vorba de Paranthropus robustus, Homo ergaster sau de Homo heidelbergensis.
Pentru fazele recente din Eurasia e vorba probabil de Homo erectus sau de Homo heidelbergensis.

## Stăpânirea focului

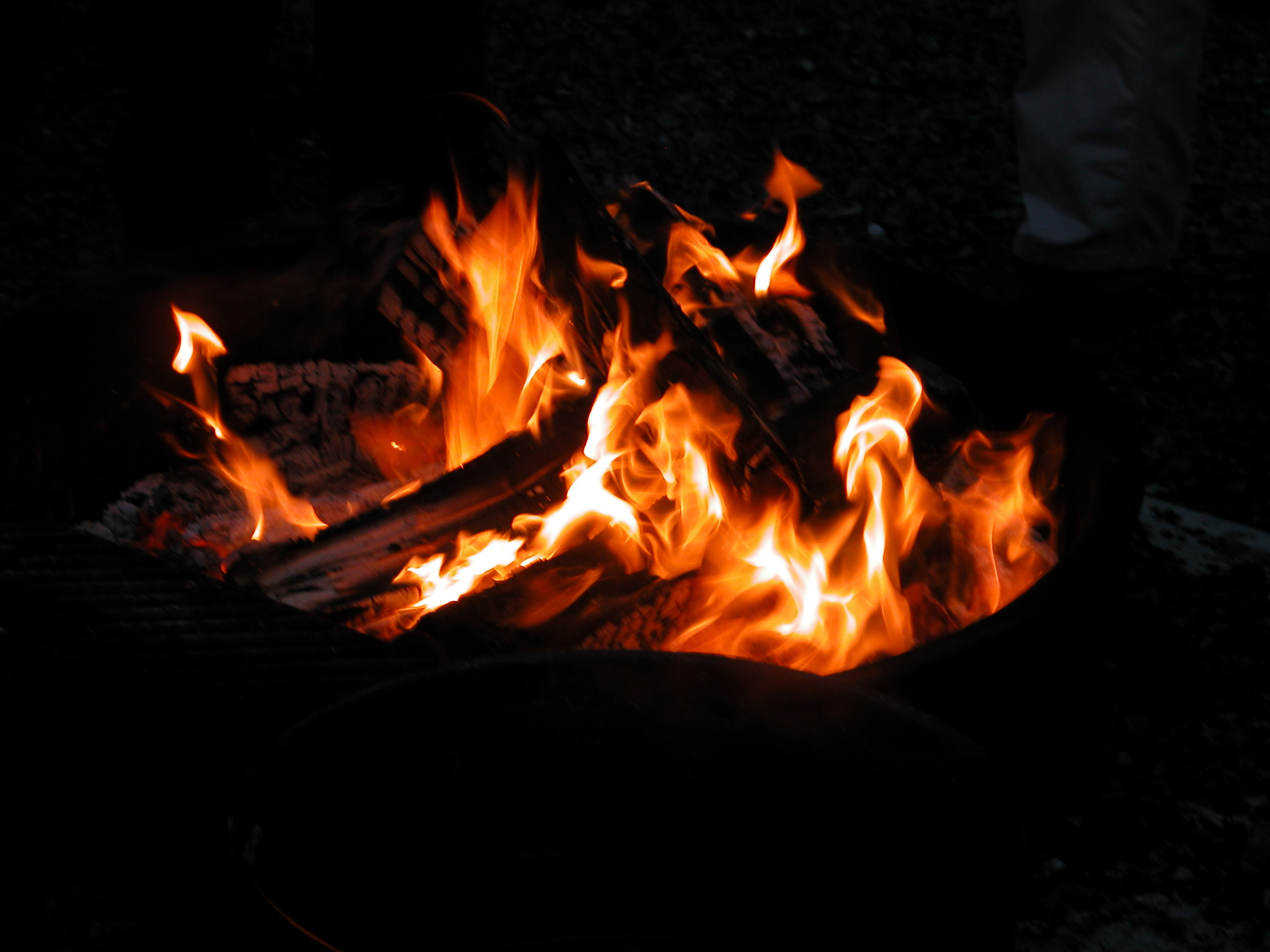
Stăpânirea focului datează probabil din perioada acheuliană

Perioada acheuliană este marcată de o descoperire majoră, domesticirea focului. Ea se datorează fără îndoială lui Homo erectus.
Cele mai vechi vetre incontestabile au apărut începând de acum 400,000 ani înaintea erei noastre la Menez Dregan la Plouhinec în Finistere, la Lunel Viel, de asemenea în Franța, la Vértesszőlős în Ungaria  și s-au înmulțit  acum circa 200,000 ani, așa cum s-a văzut la Terra Amata, la Caune de l'Arago. Orgnac III, Cagny l'Epinette in Franța, la Bilzinngsleben în Germania, Torralba și Ambrona în Spania etc.